# Keleti pályaudvar (stacja metra)
Keleti pályaudvar - stacja przesiadkowa metra budapeszteńskiego między liniami M2 oraz M4. Znajduje się w pobliżu Dworca Wschodniego w Budapeszcie. Stacja M2 zlokalizowana jest pomiędzy przystankami Blaha Lujza tér i Puskás Ferenc Stadion, natomiast stację M4 poprzedza przystanek II. János Pál pápa tér. Starszą część otwarto w 1970 roku, nowszą - w 2014 roku.